# Morinosaurus
Morinosaurus („ještěr Morinů“) je pochybný rod sauropodního dinosaura, žijícího v období pozdní jury (geologický věk kimmeridž, asi před 157 až 152 miliony let) na území dnešní severní Francie (departement Pas-de-Calais).

## Historie a popis
Zkameněliny tohoto nepříliš známého sauropoda v podobě jediného erodovaného fosilního zubu popsal francouzský paleontolog Henri Émile Sauvage v roce 1874 podle nálezu od města Boulogne-sur-Mer (lokalita Moulin-Wibert). Typový druh Morinosaurus typus je nicméně založen na dnes již ztracené fosilii a bývá obecně označován za nomen dubium (pochybné vědecké jméno). Sauvage zub o výšce 50 mm a průměru 16 x 12 mm porovnával s fosilními zuby rodu Hypselosaurus, později byl rod Morinosaurus zahrnován do rodu Pelorosaurus. K typovému materiálu mohla patřit ještě fosilní kost pažní (humerus), kterou do ní zahrnoval sám Sauvage.
V současnosti není známo, do které skupiny sauropodů Morinosaurus patřil, mohlo se snad jednat o zástupce kladu Macronaria.